# Eunica tatilina
Eunica tatilina är en fjärilsart som beskrevs av Hans Fruhstorfer 1908. Eunica tatilina ingår i släktet Eunica och familjen praktfjärilar. Inga underarter finns listade i Catalogue of Life.